# Реал Сосьедад (футбольный клуб, Токоа)
Клуб Депортиво Реал Сосьедад (исп. Club Deportivo Real Sociedad) — гондурасский футбольный клуб из города Токоа, в настоящее время выступающий в Национальной лиге Гондураса, первой по уровню в системе футбольных лиг страны. Домашние матчи команда проводит на стадионе Франсиско Мартинес Дурон, вмещающем около 6 000 зрителей.
«Реал Сосьедад» был основан в 1988 году и выступал во второй по значимости лиге Гондураса до 2012 года, когда он впервые добился права выступить в Национальной лиге Гондураса. В дебютном турнире «Реал Сосьедад» занял последнее место, но уже в следующем стал вторым в регулярном чемпионате и вышел в финал плей-офф, где по сумме двух встреч уступил «Олимпии». В Апертуре 2013 команда выиграла регулярный чемпионат, но уступила в финале команде «Реал Эспанья». Спустя год «Реал Сосьедад» вновь вышел в финал первенства, но на этот раз уступил «Мотагуа» по сумме двух встреч 1:2.
В Клаусуре 2016 «Реал Сосьедад» в четвёртый раз играл в финале Национальной лиги Гондураса, где проиграл «Олимпии» (1:2 дома и 1:3 в гостях).
Принципиальными соперниками «Реал Сосьедада» являются клубы «Паррильяс Уан» и «Реал Эспанья», противостояние с последним известно как Clásico de las Realezas или Duelo de las Realezas.

## Достижения
- Вице-чемпион Гондураса (4): Кл. 2013, Ап. 2013, Ап. 2014, Кл. 2016.